# Bundesregierung Stocker
- SPÖ: 9
- NEOS: 3
- ÖVP: 9

Die Bundesregierung Stocker ist seit dem 3. März 2025 die amtierende österreichische Bundesregierung, bestehend aus der Österreichischen Volkspartei (ÖVP), der Sozialdemokratischen Partei Österreichs (SPÖ) und NEOS – Das Neue Österreich und Liberales Forum.

## Regierungsbildung
Am 28. Februar 2025 stimmten die parteiinternen Gremien von ÖVP und SPÖ dem ausgehandelten Koalitionsprogramm der drei Parteien zu und präsentierten danach ihre zukünftigen Minister und Staatssekretäre. Bei den NEOS wurde am 2. März 2025 eine gemäß Parteistatut nötige Mitgliederabstimmung abgehalten. Diese ergab eine Zustimmung von 94,13 % und überstieg damit die nötige Zweidrittelmehrheit deutlich. Erstmals seit 1947 (Bundesregierung Figl I) sind wieder drei Parteien an einer Bundesregierung beteiligt.
Die Angelobung der neuen Regierung fand am Montag, den 3. März 2025, um 11 Uhr statt. Sie erfolgte auf Grund des geltenden Bundesministeriengesetzes, sodass einige Ressortzuständigkeiten noch nicht dem Ergebnis der Regierungsverhandlungen entsprechen und zwei Ministerinnen vorläufig ohne Portefeuille angelobt wurden.
Die Regierungserklärung im Nationalrat fand am 7. März 2025 statt.

## Ministerien
Die gemäß Regierungsübereinkommen notwendige Neuordnung der Ministerien wurde am 7. März 2025 im Nationalrat beschlossen, die Bundesministeriengesetz-Novelle 2025, BGBl. I Nr. 10/2025, trat mit 1. April 2025 in Kraft. 
- Als eine der wesentlichsten Änderungen wurde u. a. das unter der ÖVP-Grüne-Bundesregierung entstandene Bundesministerium für Klimaschutz, Umwelt, Energie, Mobilität, Innovation und Technologie (kurz: Klimaministerium; BMK) zerschlagen: Dem bisherigen Bundesministerium für Arbeit und Wirtschaft, nunmehr Bundesministerium für Wirtschaft, Energie und Tourismus, wurden zusätzlich zu den schon inkludierten Agenden Tourismus aus dem BMK die Energieagenden eingegliedert und die Arbeitsagenden in das bisherige Bundesministerium für Soziales, Gesundheit, Pflege und Konsumentenschutz, nunmehr als Bundesministerium für Arbeit, Soziales, Gesundheit, Pflege und Konsumentenschutz, verschoben. Klimaschutz und Umwelt fielen an das Landwirtschaftsministerium, nunmehr als Bundesministerium für Land- und Forstwirtschaft, Klima- und Umweltschutz, Regionen und Wasserwirtschaft bezeichnet. Die verbleibenden Teile des BMK wurden im Wesentlichen wieder zu einem Infrastrukturministerium, weiterbestehend nunmehr als Bundesministerium für Innovation, Mobilität und Infrastruktur bezeichnet.
- Eine weitere wesentliche Änderung ist, dass nach einigen Jahren im Bundeskanzleramt angesiedelt, wieder ein eigenständiges Frauenministerium gibt.
- Aus dem bisherigen Gesamtbildungsministerium wurden die Agenden Wissenschaft und Forschung ausgegliedert und damit das Bundesministerium für Frauen, Wissenschaft und Forschung gebildet.
- Mit Ausnahme der Agenden für den öffentlichen Dienst (Beamte), die wieder zurück ins Bundeskanzleramt übertragen wurden, wurde dem SPÖ-Vizekanzler der Bereich Wohnen zugeschlagen und wird sein Ministerium nun als Bundesministerium für Wohnen, Kunst, Kultur, Medien und Sport bezeichnet.[10][11]

Am 2. April 2025 wurden ihren neuen Ressorts entsprechend acht Minister und Ministerinnen sowie drei Staatssekretärinnen erneut angelobt.

## Liste der Regierungsmitglieder sowie zugehörige Staatssekretariate
In der Bundesregierung Stocker sind sechs Frauen und acht Männer (inklusive des Bundeskanzlers) vertreten. Diesen sind sieben Staatssekretäre beigegeben, von welchen vier auf Frauen und drei auf Männer entfallen. Staatssekretäre gehören den obersten Organen der Vollziehung des Bundes an (Art. 19 Abs. 1 B-VG) und nehmen ohne Stimmrecht am Ministerrat teil, sind jedoch keine Mitglieder der Bundesregierung.
| Amt                                                                                                  | Foto                                                                     | Name                     | Partei | Partei | Zur Unterstützung im Ministerium beigegeben | Foto | Partei | Partei |
| --- | ------------------------------------------------------------------------ | ------------------------ | ------ | ------ | --- | ---- | ------ | ------ |
| Bundeskanzler                                                                                        |                                                                          | Christian Stocker        |        | ÖVP    | Alexander Pröll Staatssekretär für Digitalisierung, Verfassung, Öffentlichen Dienst, Koordinierung und Kampf gegen Antisemitismus |      |        | ÖVP    |
| Vizekanzler und Bundesminister für Wohnen, Kunst, Kultur, Medien und Sport                           |                                                                          | Andreas Babler           |        | SPÖ    | Michaela Schmidt Staatssekretärin für Sport |      |        | SPÖ    |
| Bundesministerin für europäische und internationale Angelegenheiten                                  |                                                                          | Beate Meinl-Reisinger    |        | NEOS   | Sepp Schellhorn Staatssekretär für Deregulierung und Entbürokratisierung, Auslandskultur und Unternehmensservice |      |        | NEOS   |
| Bundesministerin für Arbeit, Soziales, Gesundheit, Pflege und Konsumentenschutz                      |                                                                          | Korinna Schumann         |        | SPÖ    | Ulrike Königsberger-Ludwig Staatssekretärin für Gesundheitswesen, Veterinärwesen, Sanitäts- und Veterinärpersonal, Nahrungsmittelkontrolle, Gentechnologie sowie Konsumentenpolitik einschließlich des Konsumentenschutz                |      |        | SPÖ    |
| Bundesminister für Bildung                                                                           |                                                                          | Christoph Wiederkehr     |        | NEOS   | |      |        |        |
| Bundesminister für Finanzen                                                                          |                                                                          | Markus Marterbauer       |        | SPÖ    | Barbara Eibinger-Miedl Staatssekretärin für Zollrecht, Zollpolitik und Internationale Zollangelegenheiten, Ausfuhrförderungs- und Ausfuhrfinanzierungspolitik, Kapitalmarktrecht, FinTech und Finanzbildung, Doppelbesteuerungsabkommen |      |        | ÖVP    |
| Bundesministerin für Frauen, Wissenschaft und Forschung                                              |                                                                          | Eva-Maria Holzleitner    |        | SPÖ    | |      |        |        |
| Bundesminister für Inneres                                                                           |                                                                          | Gerhard Karner           |        | ÖVP    | Jörg Leichtfried Staatssekretär für Direktion Staatsschutz und Nachrichtendienst |      |        | SPÖ    |
| Bundesminister für Innovation, Mobilität und Infrastruktur                                           |                                                                          | Peter Hanke              |        | SPÖ    | |      |        |        |
| Bundesministerin für Justiz                                                                          | Offizielles Portrait der Bundesministerin für Justiz, Dr.in Anna Sporrer | Anna Sporrer             |        | SPÖ    | |      |        |        |
| Bundesminister für Land- und Forstwirtschaft, Klima- und Umweltschutz, Regionen und Wasserwirtschaft |                                                                          | Norbert Totschnig        |        | ÖVP    | |      |        |        |
| Bundesministerin für Landesverteidigung                                                              |                                                                          | Klaudia Tanner           |        | ÖVP    | |      |        |        |
| Bundesminister für Wirtschaft, Energie und Tourismus                                                 |                                                                          | Wolfgang Hattmannsdorfer |        | ÖVP    | Elisabeth Zehetner Staatssekretärin für Energie, Startups und Tourismus |      |        | ÖVP    |
| Bundesministerin für Europa, Integration und Familie im Bundeskanzleramt                             |                                                                          | Claudia Plakolm          |        | ÖVP    | |      |        |        |